# Peter Stassen
Peter Stassen (* 8. September 1978) ist ein belgischer Musicaldarsteller.

## Leben
Der gebürtige Belgier absolvierte 2002 eine Ausbildung am Kunstgymnasium in Antwerpen und am Brabants Konservatorium in Tilburg in den Niederlanden. Er stand dort u. a. in der Titelrolle in dem Musical Louis De Bourbon und in Die drei Musketiere (Musical) als Swing, Kardinal Richelieu und James auf der Bühne. In Belgien nominierte ihn das Publikum für die Hauptrolle des Prinzen in Die kleine Meerjungfrau für den Musical-Award.
Sein Debüt in Deutschland gab er im Apollo Theater Stuttgart in Tanz der Vampire u. a. als Professor Abronsius und Koukol, im selben Theater verkörperte er u. a. auch den Franz Josef in Elisabeth, eine Rolle, die er in der Erstbesetzung auch in Füssen verkörperte. Weitere Engagements folgten ebenfalls in Stuttgart in 3 Musketiere als Erstbesetzung König Ludwig XIII und Kardinal Richelieu, bevor er nach Berlin wechselte, wo er abermals u. a. Franz Josef und Max von Bayern in Elisabeth darstellte.
Neben seinen Musicalengagements begleitete er in Rotterdam Sarah Brightman als Backgroundsänger.
Seit der Premiere des Musicals Tarzan 2008 ist Stassen als Einspringer (Walk–in Cover) in der Neuen Flora in Hamburg zu sehen. Er verkörpert die Rollen Kerchak, Porter und Clayton und spielte diese auch in Stuttgart.
Ende 2012 hat Stassen mit Jörg Borrmann die Künstleragentur ARTgerecht in Hamburg gegründet. 
Er organisierte unter dem Titel Musical Deluxe Konzerte, beispielsweise mit Judith Caspari und Milan van Waardenburg in Füssen.
Stassen spricht Niederländisch, Flämisch, Deutsch, Englisch und Französisch. Seine Ehefrau Melanie Ortner-Stassen ist ebenfalls Musicaldarstellerin. 

## Rollen
- Louis de Bourbon (Titelrolle)
- Die drei Musketiere (Kardinal Richelieu).
- Die kleine Meerjungfrau (Hauptrolle des Prinzen)
- Tanz der Vampire (Professor Abronsius und Koukol) – Apollo Theater Stuttgart – 2002
- Elisabeth (Kaiser Franz Joseph) – Festspielhaus Neuschwanstein in Füssen – 2006
- Elisabeth (Kaiser Franz-Joseph und Herzog Max von Bayern) – Apollo Theater Stuttgart – 2005/2006
- Die drei Musketiere (König Ludwig XIII und Kardinal Richelieu) – Apollo Theater Stuttgart – 2006 bis 2008
- Tarzan (Cover Kerchak, Porter und Clayton) – Neue Flora Hamburg – 2008 bis 2013
- Tarzan (Cover Kerchak, Porter und Clayton) – Apollo Theater Stuttgart – 2013 bis 2016